# Teh tarik

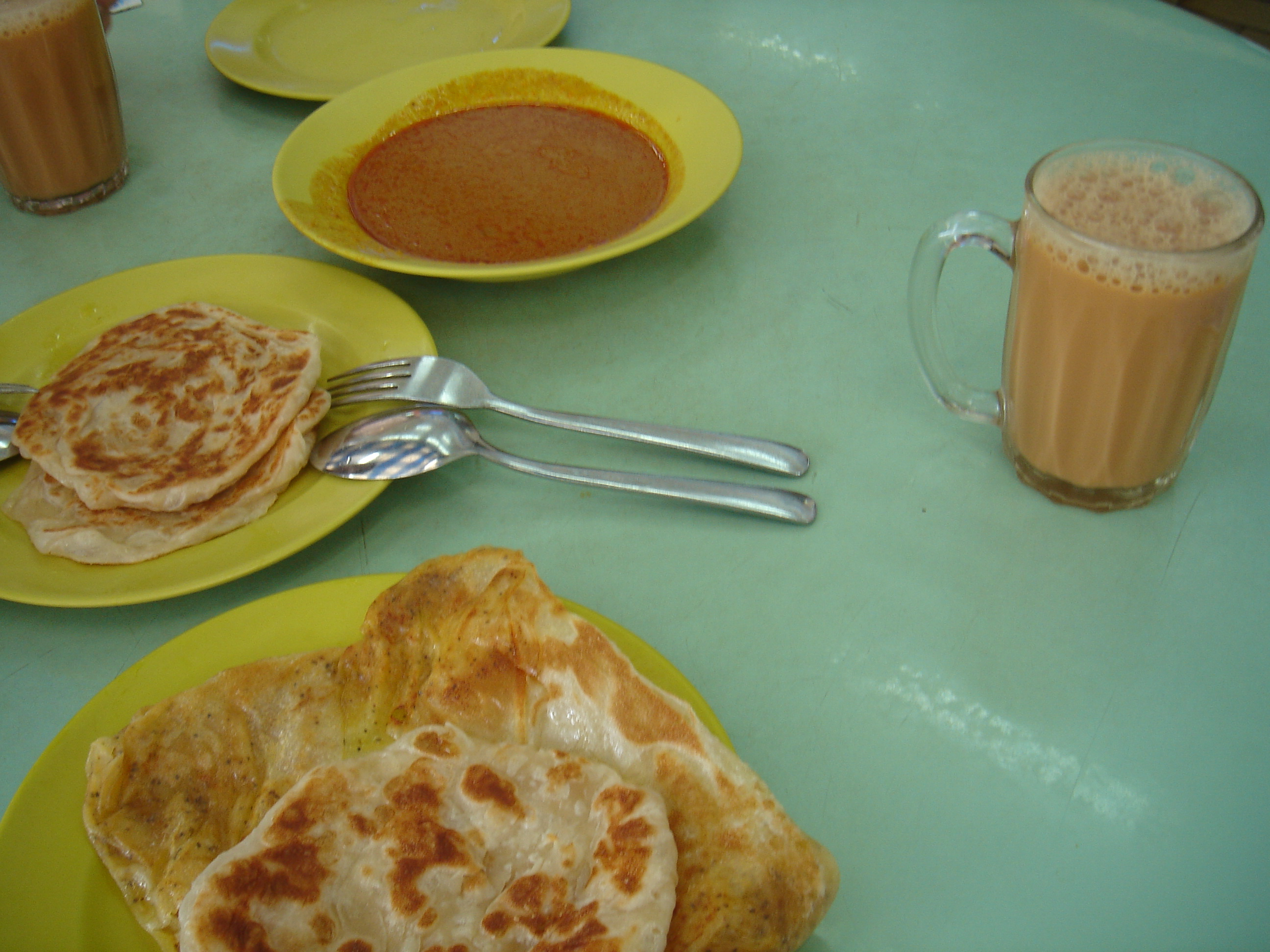
Roti prata e teh tarik

Teh tarik (literalmente, chá "empurrado" ou 拉茶 em mandarim) é uma bebida à base de chá quente, comumente encontrada em restaurantes, na Malásia, Singapura e Brunei. Seu nome é derivado do processo de infusão, pois o chá é "empurrado" durante o preparo. Feito de chá preto e leite condensado.

## Preparo
A mistura é forçada para frente e para trás, repetidas vezes, entre dois recipientes, gerando uma espuma grossa na superfície. Este processo é feito para esfriar o chá e ajuda a misturar o chá com o leite condensado melhor.

## Cultura
Existe um elemento de exibicionismo durante o preparo do "teh tarik". A capacidade de arrastar uma longa corrente de chá bem sobre suas cabeças é uma novidade divertida para os habitantes locais e turistas.
Na Malásia existem ocasiões onde os preparadores de "teh tarik" exibem suas performances e mostram suas habilidades.
Junto com o "nasi lemak", fazem parte da Cultura gastronômica oficial da Malásia.

## Variações
- Teh halia, teh tarik com gengibre.